# اختبار تسويقي
الاختبار التسويقي (بالإنجليزية: Test market)‏ في مجال الأعمال التجارية والتسويق، تعرف بأنها منطقة جغرافية أو مجموعة سكانية تستخدم لقياس صلاحية منتوج أو خدمة في السوق الشامل قبل نشرها على نطاق واسع. والمعايير المستخدمة في الاختبار التسويقي للحكم على مدى قبولية منطقة أو مجموعة ما يلي:
- مجتمع مشابه من الناحية السكانية للسوق المستهدف والمقترح.
- العزلة النسبية عن اسواق وسائل الاعلام المكتظة بالسكان بحيث يكون الإعلان لجمهور الاختبار فعالاً و اقتصادياً.

## الاستخدام العملي
يهدف السوق التجريبي بصفة مثالية إلى تكرار «كل شيء» –الترويج والتوزيع بالإضافة إلى «المنتج»–  على نطاق أصغر. تُكرّر التقنية، عادةً في منطقة واحدة، ما هو مخطط حدوثه في عملية الإطلاق العامة؛ تُرصد النتائج بعناية شديدة حتى يمكن استقراؤها إلى نتائج عامة متوقعة. قد تكون المنطقة أيًا من الآتي:
- منطقة تلفزيونية
- اختبار عبر الإنترنت
- مدينة تجريبية
- حي سكني
- موقع تجريبي

يجب اتخاذ عدد من القرارات حول أي سوق تجريبي:
- أيّ سوق تجريبي؟
- ما الذي يجب اختباره؟
- ما مدة الاختبار؟
- ما معايير النجاح؟

عادةً ما يكون القرار البسيط الخاص بالإطلاق أو عدمه، جنبًا إلى جنب مع الحد من المخاطر ذات الصلة، هو المبرر الرئيسي لتكاليف الأسواق التجريبية. يمكن في الوقت نفسه، رغم ذلك، استخدام الأسواق التجريبية هذه لاختبار عناصر محددة من المزيج التسويقي لمنتج جديد؛ وربما الإصدار من المنتج نفسه، والرسالة الترويجية والإنفاق الإعلامي، وقنوات التوزيع، والسعر. في هذه الحالة، يمكن استخدام العديد من الأسواق التجريبية «المتطابقة» (عادةً الصغيرة منها)، إذ يختبر كل منها مزيجًا تسويقيًا مختلفًا.
من الواضح أن جميع الأسواق التجريبية تقدم معلومات إضافية قبل الإطلاق وقد تضمن نجاح عملية الإطلاق: يُذكر أنه حتى في هذه المرحلة المتأخرة، فإن نصف المنتجات التي تدخل الأسواق التجريبية لا تبرر الإطلاق العام اللاحق. ومع ذلك، تعاني جميع الأسواق التجريبية عددًا من العيوب:
1. قابلية التكرار: حتى أكبر سوق تجريبي لا يمثل تمامًا السوق العامة، وقد تؤدي الأسواق الأصغر إلى حدوث تشوهات كبيرة. لذلك تجب معالجة نتائج السوق التجريبي بالتحفظات، تمامًا كما يجري التعامل مع أبحاث السوق الأخرى.
2. الفعالية: في كثير من الحالات، يكون الجزء الأكبر من الاستثمار (في التطوير وفي المصنع، على سبيل المثال) قد نُفّذ بالفعل قبل أن يصبح «المنتج» جاهزًا للتسويق التجريبي. لذلك، قد يكون الحد من المخاطر في حده الأدنى؛ ولا تستحق التأخيرات المعنية.
3. تحذير المنافس: يمكن للأسواق التجريبية أن تعطي المنافسين تحذيرًا مسبقًا من نوايا الشركة والوقت اللازم للرد، بل وقد يكون بوسعهم أن ينطلقوا بمنتجاتهم الخاصة بشكل عام قبل اكتمال الاختبار. قد تتدخل أيضًا في اختبار ما، من خلال تغيير أنشطتها الترويجية (عادةً من خلال زيادتها بشكل كبير) إلى الحد الذي تكون فيه النتائج لا معنى لها.
4. التكلفة: مع أن الهدف الرئيسي للأسواق التجريبية هو خفض حجم الاستثمار المعرض للخطر، فهي قد تنطوي على تكاليف كبيرة.

يجب الاعتراف بأن تطوير كل منتج أو خدمة جديدة تقريبًا وإطلاقه يحملان عنصرًا هامًا من الخطورة. في الواقع، في ضوء الهيمنة المستمرة للعلامات التجارية الحالية، يجب التساؤل عما إذا كان الخطر الذي تنطوي عليه معظم عمليات الإطلاق الكبرى مُبرَّرًا. في استطلاع لـ700 شركة استهلاكية وصناعية، أبلغت شركة بوز آلين هاميلتون عن متوسط معدل نجاح المنتج الجديد (بعد الإطلاق) بنسبة 65%؛ رغم أنه تجب ملاحظة أن 10% فقط من هذه المنتجات كانت منتجات جديدة تمامًا و20% فقط كانت خطوط إنتاج جديدة؛ لكن هاتين الفئتين الأكثر خطورة هيمنتا أيضًا على قائمة المنتجات الجديدة «الأكثر نجاحًا» (التي تمثل 60%).
لذلك يجب أن يكون تطوير المنتج الجديد شيئًا من لعبة الأرقام. يجب إنشاء عدد كبير من الأفكار وتطويرها حتى تبرز فكرة واحدة. هناك أمان في التعامل مع الأرقام؛ ما يمنح ميزةً للمنظمات الأكبر مرة أخرى.

## روابط خارجية
- اختبار تسويقي في الولايات المتحدة
- التسويق عبر ديفيد ماركر، الفصل 6